# Chrysopilus invalidus
Chrysopilus invalidus är en tvåvingeart som beskrevs av Samuel Wendell Williston  1901. Chrysopilus invalidus ingår i släktet Chrysopilus och familjen snäppflugor. Inga underarter finns listade i Catalogue of Life.